# 러시아계 우크라이나인
러시아계 우크라이나인은 전 세계에 거주하고 있는 러시아인 공동체 중 가장 큰 그룹으로, 우크라이나 인구의 상당수를 차지하는 민족이다. 2001년 조사에서 러시아계 우크라이나인은 833만 4,100명(우크라이나 전 인구의 17.3%를 차지)으로 나타났다.

## 지리

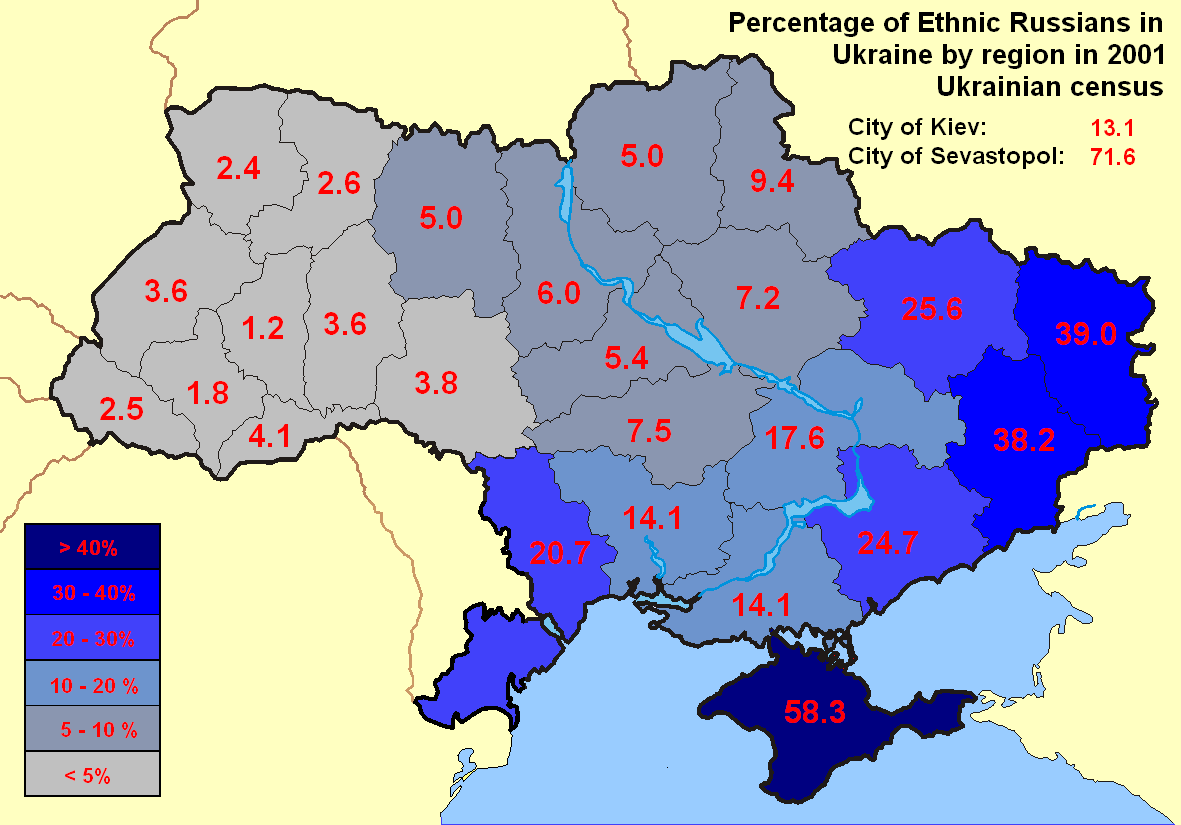
2001년 지역별 러시아계 우크라이나인 비율

역사적으로 러시아인들의 거의 대부분은 우크라이나 남동부와 동부에 거주했으며 이 지역에 예전엔 신러시아를 구성했던 곳이었다. 러시아계 우크라이나인 비율은 우크라이나 남부와 동부로 갈수록 높아지는 경향이 있다.

## 인구
| 조사 연도 | 총인구 우크라이나의 | 러시아인   | %     |
| --------- | ------------------- | ---------- | ----- |
| 1922      | 29,018,187          | 2,677,166  | 9.2%  |
| 1939      | 30,946,218          | 4,175,299  | 13.4% |
| 1959      | 41,869,046          | 7,090,813  | 16.9% |
| 1970      | 47,126,517          | 9,126,331  | 19.3% |
| 1979      | 49,609,333          | 10,471,602 | 21,1% |
| 1989      | 51,452,034          | 11,355,582 | 22.1% |
| 2001      | 48,457,000          | 8,334,100  | 17.2% |

### 경향
2001년 조사에 따르면 러시아계 우크라이나인은 세바스토폴 (71,7 %)과 크림 자치 공화국 (58 %)에서 가장 큰 민족이며, 일부 도시와 지역에서도 큰 민족을 이루고 있다(도네츠크 (48,2 %), 마키이우카 (50,8 %, 도네츠크주), 테르니우카 (52,9 %, 드니프로페트로우스크주), 크라스노돈 (63,3 %), 스베르들로우스크 (58,7 %), 루한스크주의 카디이우카 (50,1 %) 크라스노돈스키 군 (51,7 %)과 스타니치노루한스키 군 (61,1 %) , 이즈마일 (43,7 %, 오데사주), 푸티울스키 군 (51,6 %, 수미주)).

## 문화
우크라이나에서 러시아어는 가장 중요한 소수 언어이다. 돈바스와 크림반도에서 가장 많이 쓰이는 언어로 키예프에서 두 번째 언어로 쓰이는 것에 비해 우크라이나 동부와 남부에선 제1언어로 많이 쓰인다.

## 같이 보기
- 우크라이나의 러시아어
- 우크라이나의 인구
- 반러 감정
- 우크라이나계 러시아인